# Inspiração artística

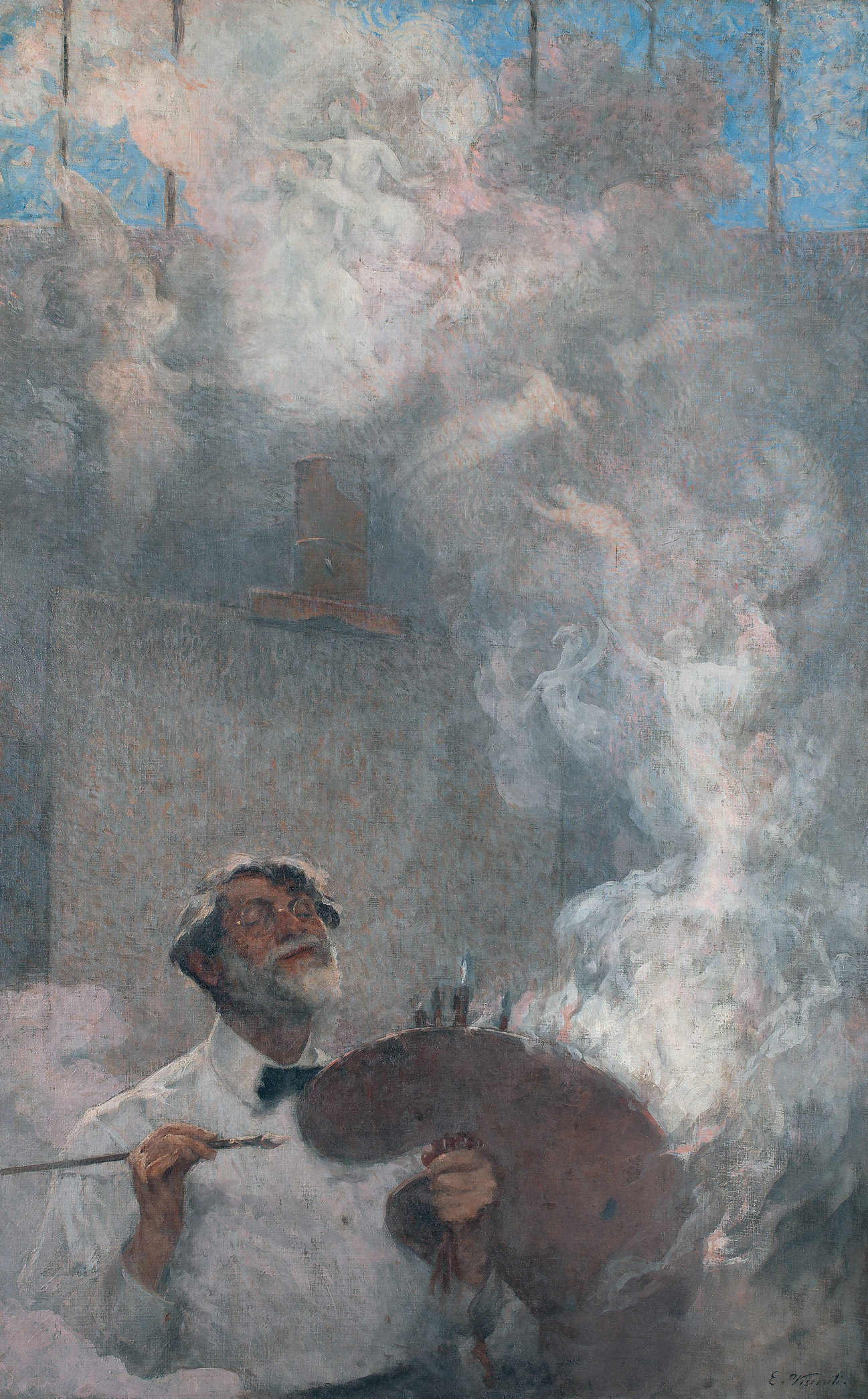
Inspiração (1933) por Eliseu Visconti

A inspiração artística (do termo latino inspirare, "soprar para dentro") é algo que surge dentro do ser humano e que o motiva a desenhar, pintar, escrever, tocar, cantar, fotografar etc. É uma sensação que pode dar prazer ou orgulho. É o pensamento ou ideia que temos, algo que nos vem de repente, algo do momento, produto de nossa imaginação. A inspiração nos motiva a realizar algo e, realizando algo, nos sentimos motivados, o que nos fornece uma sensação boa, de bem-estar. A inspiração pode surgir de diversas áreas e de diversas coisas, não importa da onde venha e sim como vem a nos beneficiar.

## História

### Antiguidade
Na Grécia antiga, a inspiração significava que o artista podia entrar em êxtase, transcendendo sua mente e materializando os pensamentos divinos. Na poética judaica, a inspiração também tinha relação com o divino. No Livro de Amós, por exemplo, o poeta fala que foi sobrepujado pela voz divina e compelido a escrever. 
No cristianismo, a inspiração é um dom do Espírito Santo. São Paulo fala que a Escritura é dada por inspiração de Deus (Segunda Epístola a Timóteo). Nas antigas sociedades do norte da Europa, a inspiração também era considerada um presente dos deuses. 

### Renascimento
A doutrina greco-latina da origem divina da poesia chegou até os autores medievais através dos escritos de Horácio, Orfeu e outros, mas foi principalmente através das traduções e comentários do neoplatônico Marsílio Ficino acerca dos diálogos de Platão Íon e Fedro, no final do século XV, que houve um retorno do "furor poético" da antiguidade. Os comentários de Ficino explicavam que os deuses inspiravam os poetas e, posteriormente, tal furor divino era transmitido ao público que ouvia a poesia. O próprio Ficino acreditava entrar em êxtase quando ouvia os hinos órfico-platônicos acompanhados por lira.
A doutrina também foi importante para o grupo renascentista francês A Plêiade; Pontus de Tyard elaborou uma teoria da "fúria divina" na sua obra "Primeiro solitário, ou Prosa das Musas, e do furor poético". Tyard classificou quatro tipos de inspiração divina: 1) fúria poética, um dom das musas; 2) conhecimento dos mistérios religiosos, através de Baco; 3) profecia e adivinhação através de Apolo; 4) inspiração concedida por Vênus/Eros.

### Iluminismo e Romantismo
No século XVIII na Inglaterra, a nascente psicologia competiu com a celebração renascentista da natureza mística da inspiração. O modelo de John Locke para a mente humana sugeria que as ideias podem se associar na mente por mero acaso, ou então devido à percepção de uma semelhança entre ideias, gerando uma unidade de pensamento que constitui a inspiração dos artistas.  
Esse modelo foi satirizado por Jonathan Swift em "Um conto de uma banheira". O conto sugere que a loucura é contagiosa porque é uma nota que ativa acordes na mente, e que a diferença entre um paciente do Hospital Real de Belém e um imperador é uma mera questão de grau. Ao mesmo tempo, ele satirizou pastores protestantes que alegavam ter "inspiração divina".
As "Conjecturas sobre composição original", de Edward Young, foram centrais na formulação das noções românticas de inspiração. Young disse que a inspiração do poeta viria de um deus interior. O que significava que Young concordava com a opinião dos psicólogos de que a inspiração viria da mente. Escritores românticos como Ralph Waldo Emerson e Percy Bysshe Shelley viam a inspiração de uma forma similar à dos gregos: como uma forma de loucura e irracionalidade. A inspiração viria quando o poeta captasse os "ventos divinos". Essa explicação aparece, por exemplo, na obra "A harpa eólica", de Samuel Taylor Coleridge. Posteriormente, William Butler Yeats experimentaria a psicografia.

### Modernismo
Sigmund Freud e outros psicólogos posteriores localizaram a inspiração na psique do artista. A inspiração do artista viria de conflitos psicológicos não resolvidos ou traumas de infância. Ou então poderia vir direto do inconsciente. Como a teoria romântica do gênio e a noção resgatada do "frenesi poético", Freud via os artistas como fundamentalmente especiais e feridos. Seguindo a teoria de Freud de que a inspiração viria do inconsciente, os artistas surrealistas passaram a utilizar psicografia e tabuleiro ouija. Carl Gustav Jung acreditava que os artistas se sintonizavam com algo impessoal: sua memória genética. 
Teorias materialistas da inspiração divergem entre fontes puramente internas e fontes puramente externas. A teoria marxista vê a inspiração como resultado da fricção entre a estrutura econômica e a superestrutura ideológica, ou como um diálogo imprevisto entre ideologias concorrentes, ou como a exploração de uma fissura na ideologia da classe dominante. 
Na psicologia atual, a inspiração é pouco estudada, e costuma ser vista como um processo puramente interno.